# Ópata
L'ópata era una llengua uto-asteca gairebé extingida o llengua morta parlada a Mèxic, fins a 1993 es va considerar que havia deixat de ser una llengua vehicular cap a 1930. Carl Sofus Lumholtz va documentar en 1890 en un viatge per Sonora que els ópates s'havien «mexicanitzat» i estaven perdent la seva llengua i els seus costums. De 1950 d'ara endavant no s'havien registrat parlants amb bona fluïdesa i únicament es conserven frases i paraules aïllades entre els que sí que parlen la llengua. No obstant això, en 1993 investigadors del Instituto Nacional Indigenista (INI) van trobar quinze parlants de la llengua que vivien en Ciutat de Mèxic. No s'ha documentat amb precisió el grau de coneixement d'aquests parlants.
Dins de les llengües uto-asteques forma part del grup taracahita de la divisió sonorense-mexicana. L'ópata està estretament emparentat amb l'eudeve fins a tal punt que de vegades es considera que són variants de la mateixa llengua. De fet actualment els ópates, igual que els seus veïns, els joves i els eudeves, ja gairebé han desaparegut com a unitat ètnica diferenciada.

## Història
La paraula ópata significa "gent hostil" en pima i era el terme usat per aquests quan es referien als ópates, l'autònim usat pels mateixos ópates podria estar relacionat amb el terme tegüima (< tehui-dt. 'homes'?) possiblement emparentat amb l'autónim dohe-dt., 'homes', dels eudeves.
L'hàbitat tradicional dels ópates es localitza al centre i nord-oest de Sonora, sobre les conques altes dels rius i Sonora. Quant als seus productes manufacturats destaquessin la cistelleria. També fabricaven ceràmica principalment per a ús propi. A més fabricaven bats i culleres de fusta.
Després de la cristianització dels ópates, el sant més comú entre ells és Sant Isidre Llaurador, molt venerat en tota l'àrea i patró de diversos llogarets.

## Classificació
L'ópata és una llengua taracahita que mostra un parentiu més proper amb el jova (jobal o ova) i l'eudeve (heve o egue, dohema) i una mica més distant amb el tarahumara. Es coneixen diversos dialectes de l'ópata (Batuc, Nacosura, Tegüima).

## Morfologia
L'ópata és una llengua aglutinant, on les paraules utilitzen sufixos complexos per a una varietat de propòsits amb diversos morfemes enfilats.